# Opsophagus nigripalpis
Opsophagus nigripalpis là một loài ruồi trong họ Tachinidae.